# Bruno Idžan
Bruno Idžan (Zagreb, 16. siječnja 2006.) hrvatski je hokejaš na ledu.
Od prosinca 2024. bio je pod ugovorom s Lincoln Starsima u Američkoj hokejaškoj ligi (USHL), gdje igra kao napadač. Njegov stariji brat Vito Idžan također je hrvatski reprezentativac. Na NHL draftu 2025., postao je prvi Hrvat, koji je izabran na NHL draftu. Odabrali su ga Ottawa Senatorsi.

## Klupska karijera
Bruno Idžan započeo je karijeru kao hokejaš na ledu u juniorskom sustavu KHL Mladost Zagreb. Također je igrao za HK Slavija Junior Ljubljana u Međunarodnoj hokejaškoj ligi za momčadi do 19 godina. Godine 2021. preselio se u Švedsku, gdje je igrao za Viggbyholms IK u juniorskoj i četvrtoj ligi Hockeytvåan. Od 2022. bio je pod ugovorom s HV71 i igrao s klubom u J20 Nationalellu, najvišoj švedskoj juniorskoj ligi. Na kraju sezone 2022./'23., napadač je postigao najbolji plus/minus omjer u Južnoj diviziji J18 Regionalne lige u Švedskoj prije nego što se pridružio juniorskoj momčadi Malmö Redhawksa nedugo nakon početka sezone 2023./'24.
U ljeto 2024., Idžan se vratio u rodnu Hrvatsku i igrao za KHL Sisak u Alpskoj hokejaškoj ligi do sredine prosinca te godine. Postigao je 21 gol u 19 nastupa prije nego što se pridružio Lincoln Starsima u Američkoj hokejaškoj ligi (USHL). Na NHL draftu 2025., Idžana su Ottawa Senatorsi iz Nacionalne hokejaške lige (NHL) odabrali kao 181. u šestom krugu. Postao je prvi Hrvat, koji je izabran na NHL draftu.

## Reprezentativna karijera
Idžan je sudjelovao za Hrvatsku na Svjetskom juniorskom prvenstvu do 18 godina u II. diviziji 2022. i 2023., kao i na turnirima II. divizije Svjetskog juniorskog prvenstva do 20 godina 2022. i 2023., gdje je značajno pridonio promociji momčadi u I. diviziju kao najbolji napadač, treći strijelac iza Britanca Jacka Hopkinsa i Litvanca Marijusa Dumčiusa te najbolji strijelac turnira.
Debitirao je za hrvatsku mušku reprezentaciju na Svjetskom prvenstvu II. divizije 2023.